# 加藤理
加藤 理（かとう おさむ、1961年（昭和36年） - ）は、日本の教育学者・子ども学者。文教大学教育学部教授。専門は、教育学・教育史・子どもの文化。

## 略歴
宮城県仙台市生まれ。宮城県仙台第二高等学校卒業。早稲田大学教育学部教育学科教育学専修卒業。早稲田大学大学院文学研究科教育学専攻修了。東京成徳大学子ども学部教授を経て、文教大学教育学部教授。2013年「「児童文化」の誕生 活動の諸相と誕生期「児童文化」の本質の分析」で梅花女子大学文学博士。日本子ども社会学会理事、日本児童文学学会理事。前BPO(放送倫理・番組向上機構)青少年委員会副委員長などを歴任。現在日本子ども社会学会会長。
日本児童文学学会が二十五周年記念論文を募集(1988年)した際に、児童文化部門で受賞(「童装束に現れる児童観の分析」)して注目される。第21回日本児童文学学会賞奨励賞受賞(『<めんこ>の文化史』久山社、1996年)。第39回日本児童文学学会賞受賞(『「児童文化」の誕生と展開』港の人、2015年)。

## 研究
『赤い鳥』が創刊された大正時代の「児童文化」という用語が誕生した当時の童謡・童話をはじめとする児童文化運動の研究に関して、大正時代の社会に流行した思想や自由主義教育、経済の動向との関係に目配りしながら、仙台市で実践された児童文化活動を中心に実証的な歴史研究を行う。「児童文化」という用語の誕生時期について、それまでの学説を覆す新事実を発表(「大阪の誕生期『児童文化』活動と後藤牧星」国際児童文学館紀要第２２号、2010年)した。児童文化と子どもの関係、子どもの文化の本質に関する理論的な研究もおこなう。さらに、これまでに発表してきた論文を見ると、めんこやビー玉、ベーゴマ、駄菓子屋、遊び場などの子どもの日常的な文化財や文化空間に関する研究、子どもの読み物の歴史的な変遷に関する研究、子どもの英雄としての源義経やさまざまな子どものヒーローに関する研究、子どもとテレビに関する研究、お七夜や七五三など子どもの生育の歴史と七夕や端午の節句、ひな祭りなど子どもに関わる民俗文化に関する研究、こけしをはじめとする子どものための信仰玩具に関する研究など、その研究領域は幅広い。
2011年3月11日の東日本大震災で被災してから、震災と子どもに関する論文やエッセイも発表している。また、震災報道の在り方や子どもに震災報道が及ぼす影響について、テレビ番組のコメンテーターとして出演することもある。

## 著書
- 『<ちご>と<わらは>の生活史』(慶應義塾大学出版会、1994年)
- 『<めんこ>の文化史』(久山社、1996年)
- 『育つということ―中野光の原風景』(久山社、1998年)
- 『児童史研究のために』(久山社、1998年)
- 『「北の国から」の父と子』(久山社、1999年)
- 『駄菓子屋・読み物と子どもの近代』(青弓社、2000年)
- 『<古都>鎌倉案内 いかにして鎌倉は死都から古都になったか』(洋泉社、新書ｙ　2002年)
- 『絵本子どもたちの日本史2　江戸時代の子どものくらし』石井勉絵(大月書店、2011年)
- 『絵本子どもたちの日本史3　明治・大正の子どものくらし』石井勉絵(大月書店、2012年)
- 『「児童文化」の誕生と展開-大正自由教育時代の子どもの生活と文化』(港の人、2015年)
- 『児童文学と教育の<間>―古田足日『宿題ひきうけ株式会社』から『おしいれのぼうけん』まで―』(港の人、2019年)

### 共編・共著
- 『巌谷小波「十亭叢書」の註解』(共著、ゆまに書房、1994年)
- 『子どもの<育ち>と文化』スペース新社保育研究室企画編集 浅岡靖央,加藤理共編著、相川書房、1998年)
- 『巌谷小波日記翻刻と研究』(共著、慶應義塾大学出版会、1998年)
- 『文化と子ども 子どもへのアプローチ』(浅岡靖央,加藤理共編著、建帛社、2003年
- 『幼児教育リーディングス』(共著、北大路書房、2003年)
- 『子ども世界の原風景』(熊谷守一絵、加藤理,加古明子文、新葉社、2007年)
- 『消費社会と子どもの文化』(永井聖二,加藤理共編著、学文社、2010年)
- 『みやぎの児童文化と国語教育』(鈴木楫吉,加藤理共編著、建設プレス、2010年)
- 『子ども社会学への招待』(共著、ハーベスト社、2010年)
- 『叢書児童文化の歴史1　児童文化の原像と芸術教育』(加藤理編、港の人、2011年)
- 『絵本子どもたちの日本史1　むかしむかしの子どものくらし 』野上暁,加藤理共著、石井勉絵、大月書店、2011年
- 『叢書児童文化の歴史2　児童文化と学校外教育の戦中・戦後』加藤理,川勝泰介,浅岡靖央共編、港の人、2012年)
- 『叢書児童文化の歴史3　児童文化と子ども文化』加藤理,鵜野祐介,遠藤純共編、港の人、2012年)
- 『ポスト3.11の子どもと文化―いのち・伝承・レジリエンス』(加藤理,鵜野祐介共編、港の人、2015年)
- 『改訂　消費社会と子どもの文化』(永井聖二,加藤理共編著、港の人、2015年)
- 『ファンタジーとアニマシオン―古田足日「子どもと文化」の継承と発展―』　増山均・汐見稔幸・加藤理共編著、童心社、2016年』
- 『震災・コロナ　子どもの遊びと遊び空間―仙台冒険広場の記録―』　（加藤理・根本暁生・三浦忠士、港の人、2022年)